# Otto Agricola

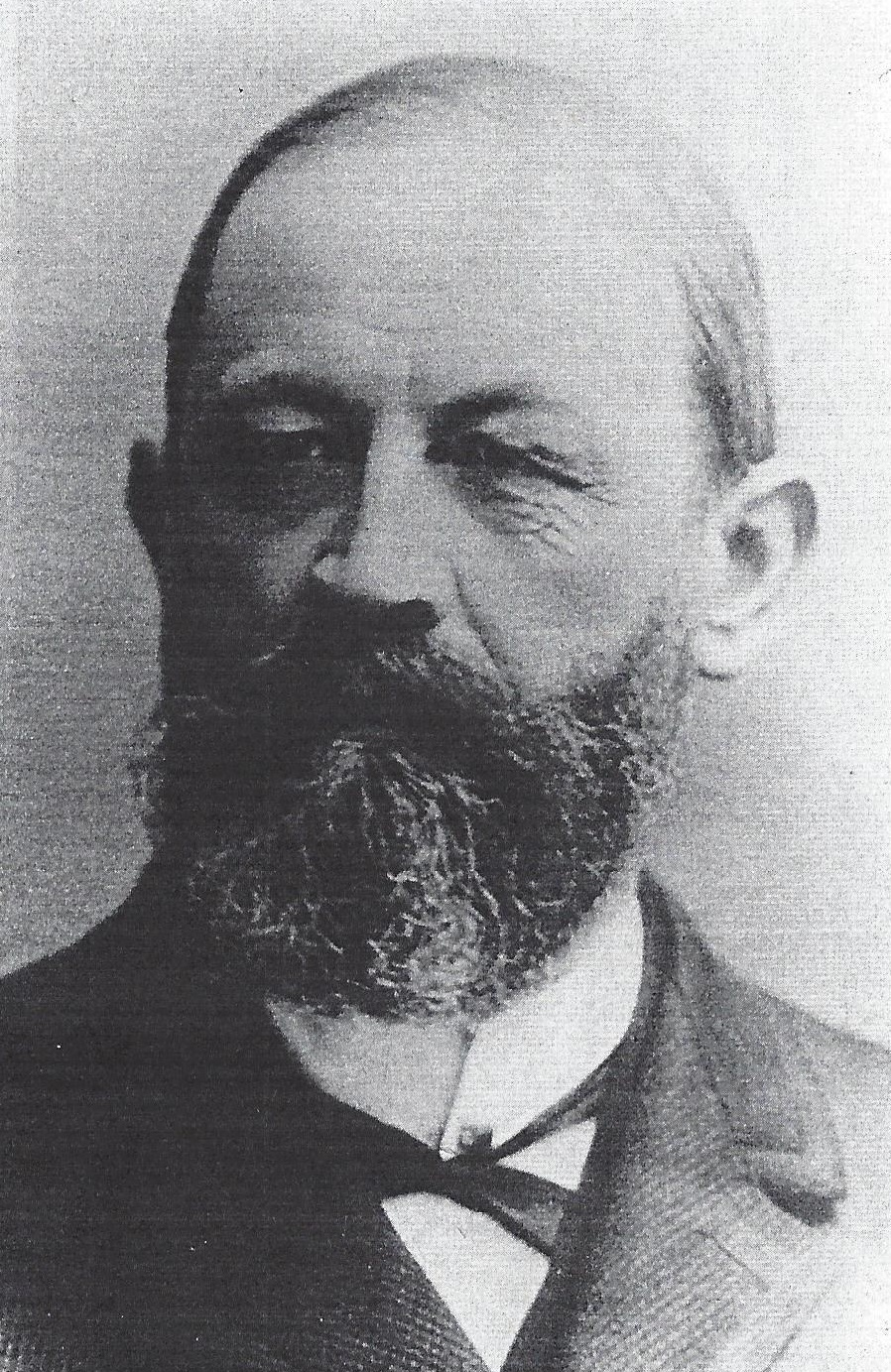
Otto Ludwig Agricola

Otto Ludwig Agricola (* 22. Februar 1829 in Gotha; † 27. Dezember 1902 in Kreuznach) war ein deutscher Verwaltungsjurist. Er war Landrat und Mitglied des Konstituierenden Reichstags des Norddeutschen Bundes.

## Leben

### Werdegang
Agricola war der Sohn des sächsischen Oberkonsistorialrats Friedrich Johann Agricola und dessen Frau Louise geborene Perthes. Er besuchte bis 1847 das Gymnasium Illustre in seiner Heimatstadt und absolvierte 1852 die Reifeprüfung in Erfurt. 1847/48 studierte er Naturwissenschaften (Philosophie) an der Rheinischen Friedrich-Wilhelms-Universität Bonn und von 1849 bis 1851 Rechtswissenschaft an der Georg-August-Universität Göttingen, in Bonn, an der Friedrich-Wilhelms-Universität zu Berlin und in Gotha. In Bonn wurde er 1847 Mitglied der Burschenschaft Arminia. Danach trat er erst in den gothaischen und 1853 in den preußischen Staatsdienst, wurde Auskulator und 1855 Regierungsreferent. 1858 wurde er als Regierungsassessor bei der Regierung in Danzig. Von 1859 bis 1860 war er Hilfsarbeiter im preußischen Innenministerium und vom 20. Januar bis 3. Juni 1860 übernahm er vertretungsweise die Verwaltung des Landratsamtes Schweidnitz. Danach war er Hilfsarbeiter im Oberpräsidium der Rheinprovinz in Koblenz und ab 4. Oktober 1861 Landratsamtsverwalter im Kreis Kreuznach. Vom 8. Februar 1862 bis zu seinem Tod am 27. Dezember 1902 war er Landrat des Kreises Kreuznach und damit bis zum heutigen Tage der Landrat mit der längsten Amtszeit in diesem Kreis.
1867 war er Mitglied des konstituierenden Reichstags des Norddeutschen Bundes für den Wahlkreis Koblenz 4 (Kreuznach, Simmern) und die Freikonservative Vereinigung. Von 1867 bis 1870 war er Mitglied des Preußischen Abgeordnetenhauses, ebenfalls für den Wahlkreis Koblenz 4.

### Familie
Er war zweimal verheiratet und hatte fünf Kinder. Am 15. Mai 1862 heiratete er in Gotha in erster Ehe Therese Elmire (Emmy) geborene Scherzer (1840–1866), die Tochter des Gutsbesitzers und Administrators in Gotha Martin Heinrich Scherzer. Am 4. März 1869 heiratete er in zweiter Ehe in Lübeck Karoline Perthes (1840–1923), die Tochter des Pastors Friedrich Matthias Perthes.

## Ehrungen
- Roter Adlerorden, 3. Klasse mit der Schleife[5]
- Königlicher Kronen-Orden (Preußen), 2. Klasse
- Königlicher Kronen-Orden (Preußen), 4. Klasse mit dem Roten Kreuz am Erinnerungsband
- 1888 Titel Geheimer Regierungsrat
- 1902 wurde er zum Ehrenbürger von Kreuznach ernannt und die Agricolastraße wurde nach ihm benannt.[6]